# Copa Campeonato 1905
La Copa Campeonato 1905 fu vinta dall'Alumni Athletic Club.

## Classifica finale
|    | Classifica finale   | Pti | G  | V  | N | P  | GF | GS | DR  |
| -- | ------------------- | --- | -- | -- | - | -- | -- | -- | --- |
| 1. | Alumni              | 21  | 12 | 10 | 1 | 1  | 43 | 8  | +35 |
| 2. | Belgrano Athletic   | 18  | 12 | 9  | 0 | 3  | 31 | 12 | +19 |
| 3. | Estudiantes (BA)    | 17  | 12 | 8  | 1 | 3  | 36 | 18 | +18 |
| 4. | Quilmes             | 12  | 12 | 6  | 0 | 6  | 32 | 15 | +17 |
| 5. | Reformer            | 7   | 12 | 3  | 1 | 8  | 20 | 60 | -40 |
| 5. | Lomas Athletic Club | 7   | 12 | 3  | 1 | 8  | 12 | 41 | -29 |
| 7. | Barracas Athletic   | 2   | 12 | 1  | 0 | 11 | 8  | 28 | -20 |

## Classifica marcatori[1]
| Gol |  |  | Giocatore        | Squadra          |
| --- |  |  | ---------------- | ---------------- |
| 12  |  |  | Tristán González | Estudiantes (BA) |
| 12  |  |  | Carlos Lett      | Alumni           |